# Mengdong Yaozu Xiang
Mengdong Yaozu Xiang (kinesiska: 猛硐, 猛硐瑶族乡) är en socken i Kina. Den ligger i provinsen Yunnan, i den sydvästra delen av landet, omkring 320 kilometer sydost om provinshuvudstaden Kunming. Antalet invånare är 15 303. Befolkningen består av 7 134 kvinnor och 8 169 män. Barn under 15 år utgör 22,0 %, vuxna 15-64 år 69 %, och äldre över 65 år 7,0 %.
Genomsnittlig årsnederbörd är 2 659 millimeter. Den regnigaste månaden är juli, med i genomsnitt 647 mm nederbörd, och den torraste är februari, med 24 mm nederbörd.